# Гаарбах
Гаарбах (нім. Haarbach) — громада в Німеччині, знаходиться в землі Баварія. Підпорядковується адміністративному округу Нижня Баварія. Входить до складу району Пассау.
Площа — 47,71 км2. Населення становить 2602 ос. (станом на 31 грудня 2020).